# بيتر غوميرين
بيتر غوميرين (بالهولندية: Peter Gommeren)‏ (9 مارس 1992 ببريدا في هولندا - ) هو لاعب كرة قدم هولندي في مركز الوسط. لعب مع ناك بريدا.

## روابط خارجية
- بيتر غوميرين على موقع قاعدة بيانات كرة القدم.إي يو (الإنجليزية)
- بيتر غوميرين على موقع Soccerway.com (الإنجليزية)